# Astroloba
Astroloba es un género con 16 especies de plantas suculentas perteneciente a la familia Xanthorrhoeaceae. Es originario de Sudáfrica.

## Especies
- Astroloba bullulata (Jacq.) Uitewaal
- Astroloba congesta (Salm-Dyck) Uitewaal
- Astroloba corrugata N.L.Mey. & Gideon F.Sm.
- Astroloba cremnophila van Jaarsv.
- Astroloba foliolosa (Haw.) Uitewaal
- Astroloba herrei Uitewaal
- Astroloba pentagona (Haw.) Uitewaal
- Astroloba robusta P.Reinecke ex Molteno, Van Jaarsv. & Gideon F.Sm.
- Astroloba rubriflora (L.Bolus) Gideon F.Sm. & J.C.Manning
- Astroloba spiralis (L.) Uitewaal
- Astroloba spirella (Haw.) Molteno & Gideon F.Sm.
- Astroloba tenax Molteno, van Jaarsv. & Gideon F.Sm.